# Bartonella
Bartonella é um gênero de bactérias gram-negativas, bacilares curvadas, 0,6 mm de largura, flageladas (10 ou mais flagelos), intracelulares facultativas, aeróbias obrigatórias e oportunistas. Usam artrópodes que se alimentam de sangue, como pulgas, mosquitos e carrapatos, como vetores. Doenças causadas por elas podem ser chamadas coletivamente de bartoneloses.

## Cultivo
São cultivadas em ágar BHI, ágar soja tripticase ou ágar Columbia suplementadas com sangue de ovelha a 5%, ágar de infusão de coração contendo sangue de coelho a 5% e ágar chocolate preparadas com meio de base GC. Os cultivos são heterogêneos, em forma de coliflor, firmes, bem aderidos à superfície do ágar. Com esse método podem ser cultivadas em 3 a 4 dias.
Em ágar sangue crescem melhor a 5% de CO2 a 37 °C e demoram 5 a 15 dias (média 10 dias).

## Patologias
| Bartonella - patofisiologia em humanos |                     |                     |                                                                                                 |              |
| Espécies                               | Relação com humanos | Reservatório animal | Patofisiologia                                                                                  | Distribuição |
| Bartonella bacilliformis               | Reservatório        | Apenas humanos      | Doença de Carrión (Febre de Oroya, Verruga peruana)                                             | Andes        |
| B. quintana                            | Reservatório        | Apenas humanos      | Causa Febre das trincheiras, Angiomatose bacilar, e endocardite                                 | Mundial      |
| B. clarridgeiae                        | Incidental          | Gato e cachorro     | Doença da arranhadura do gato                                                                   | Mundial      |
| B .elizabethae                         | Incidental          | Rato                | Endocardite                                                                                     | Mundial      |
| B. grahamii                            | Incidental          | Rato                | Endocardite e retinite                                                                          | Mundial      |
| B. henselae                            | Incidental          | Gato                | Doença da arranhadura do gato, angiomatose bacilar, Peliose, Endocardite e bacteremia com febre | Mundial      |
| B. koehlerae                           | Incidental          | Gato                |                                                                                                 | Velho mundo  |
| B. vinsonii                            | Incidental          | Rato, Cão           |                                                                                                 | Mundial      |
| B. washoensis                          | Incidental          | Esquilos            | Miocardite                                                                                      | EUA          |
| B. rochalimae                          | Incidental          | Desconhecido        | Sintomas semelhantes aos da Doença de Carrión                                                   | Andes        |

## Sintomas
A maioria dos casos é sub-clínica. Quando há sintomas, os mais frequentemente associados a bartoneloses são:
- Pápula ou pústula no local da infecção (picada/mordida)
- Febre leve
- Dores ósseas ou musculares

Em adolescentes e adultos saudáveis desaparecem sozinhos.

## Tratamento
Quase 99% das infecções curam mesmo sem tratamento e a maioria nem tem sintomas. As complicações são raras e restritas a imunocomprometidos e crianças. Muitas Bartonellae, especialmente B. henselae, são resistentes a penicilinas, então recomenda-se usar cotrimoxazol, gentamicina ou ciprofloxacino.

## História
Bartonella rochalimae foi nomeada em homenagem a Rocha Lima, o cientista brasileiro que a descobriu.